# Михайлова, Татьяна Олеговна
Татьяна Олеговна Михайлова (Гулицкая) (род. 18 января 1987 года, в Минске) — белорусская конькобежка. Участница зимних Олимпийских игр 2018 года. Многократная чемпион и призёр республики Беларусь. Мастер спорта международного класса (2020). Выступала за Минский Армейский спортивный клуб.

## Биография
Татьяна Михайлова начала кататься на коньках в возрасте 3-х лет, когда мама привела её в секцию фигурного катания. Там она прозанималась около 3-х лет и перешла в конькобежный спорт в 1999 году, когда училась в школе. В 2012 году она дебютировала на чемпионате Европы в Будапеште и заняла там 21-е место в многоборье. Через год повторила результат в Херенвене.
В 2015 году Михайлова приняла участие на чемпионате мира в спринтерском многоборье в Астане, где заняла 22-е место. Через год на чемпионате мира в Сеуле поднялась на 28-е место в спринте. В 2017 году на чемпионате Европы в Херенвене Татьяна стала 13-й в многоборье.
В 2018 году на чемпионате Европы на отдельных дистанциях в Коломне, она заняла 13-е место на дистанции 1000 м, 16-е в беге на 1500 м и 15-е в масс-старте. В феврале 2018 года на зимних Олимпийских играх в Пхёнчхане, Михайлова заняла 11-е место в полуфинале масс-старта и не прошла в финал. В сезоне 2018/19 она не участвовала из-за беременности.
Уже в ноябре 2019 года Михайлова участвовала на Кубке мира в Минске, где заняла 7-е место, а в январе 2020 года на чемпионате Европы на отдельных дистанциях в Херенвене выиграла бронзовую медаль в командной гонке преследования, и в масс-старте заняла 13-е место. Следом заняла 18-е место в масс-старте на чемпионате мира на отдельных дистанциях в Солт-Лейк-Сити.
В феврале 2021 года на чемпионате мира на отдельных дистанциях в Херенвене Михайлова заняла 10-е место в масс-старте и 23-е в забеге на 1500 м.

## Личная жизнь
Татьяна Михайлова окончила Белорусский государственный университет физической культуры на спортивно-педагогическом факультете. В мае 2008 года вышла замуж за белорусского конькобежца Виталия Михайлова, с которым встречалась с 2004 года. В марте 2019 года у них родилась дочка Милана. Её хобби - готовит, читает, занимается с дочкой.